# Carmen Amariei
Carmen Andreea Amariei (n. 3 septembrie 1978, Cluj-Napoca, România) este o fostă jucătoare profesionistă de handbal din România și componentă a echipei naționale. În 2013, ea s-a retras din activitate după ce a evoluat câteva luni la echipa SCM Craiova. În sezonul 2013-2014 Amariei a devenit antrenorul clubului craiovean, iar până pe 2 noiembrie 2016 a antrenat echipa „U” Alexandrion Cluj.

## Biografie
Carmen a absolvit primele opt clase la Școala Generală nr.17 din Cluj-Napoca, actualmente Școala Generală „Ion Creangă”. În timpul școlii s-a simțit atrasă de sport și, după ce inițial a practicat atletismul, a început, în 1992, să joace handbal de performanță la Clubul Sportiv Școlar Cluj-Napoca.
A continuat să practice handbalul și în timpul studiilor liceale, efectuate la Liceul Sportiv „Unirea” și , din 1996 ,  la Facultatea de Educație Fizică și Sport din cadrul Universității Babeș-Bolyai din Cluj, unde a urmat specializarea handbal. În cadrul facultății a obținut un master în Management Sportiv.

### Cariera profesionistă
În 1994 obține primul titlu de campioană la junioare. În 1995, Amariei devine campioană la junioare I, performanță pe care o repetă și în 1997. Tot în 1995, împreună cu echipa României, ea devine campioană mondială la lotul de junioare, obținând medalia de aur la Campionatul Mondial de Junioare din Brazilia.
În 1997 participă la Campionatul Mondial de Junioare din Coasta de Fildeș, unde echipa României obține medalia de bronz. În același an, Carmen Amariei este transferată de CS Oltchim Râmnicu Vâlcea, care devine primul club de senioare din cariera ei. Cu Oltchim, Amariei câștigă de trei ori consecutiv, între 1998-2000, Liga Națională de handbal feminin și Cupa României.
În anul 1999, echipa României, din care a făcut parte și Carmen Amariei, a participat la Campionatul Mondial de Handbal Feminin care s-a desfășurat în Norvegia și Danemarca. În meciul pentru medalia de bronz România a fost învinsă de Austria cu 31-28, după ce s-a ajuns la prelungiri, și s-a clasat în final pe locul 4. Carmen Amariei a fost desemnată golghetera competiției, cu 67 de goluri înscrise în 18 meciuri, alături de nemțoaica Grit Jurack, cu 67 de goluri înscrise în 19 meciuri.
Tot în anul 1999, Carmen participă la calificarea echipei naționale la Jocurile Olimpice de vară, desfășurate la Sydney, în Australia, unde România nu s-a clasat decât pe locul 7. Carmen nu a reușit să ia parte la Olimpiadă, din cauza unei accidentări.
În decembrie 2000, Carmen Amariei s-a transferat la echipa franceză E.S.B.F. Besançon, unde a rămas până în 2004. În această perioadă, Amariei a devenit de două ori campioană a Franței, în 2002 și 2003. Tot în 2003, ea câștigă Cupa Cupelor cu echipa din Besançon, învingând în finală echipa ucraineană Spartak Kiev, cu scorul de 47-45.
În 2004, Amariei se transferă în Danemarca, la clubul Randers HK, dar se mută în același an la campioana Danemarcei, Slagelse FH, antrenată de fosta glorie a handbalului danez, Anja Andersen. La Slagelse, Amariei a avut o carieră fulminantă, câștigând de trei ori consecutiv Campionatul și Cupa Danemarcei, în 2005, 2006 și 2007, și de două ori Liga Campionilor EHF Feminin, în 2005 și 2007. În 2006, Slagelse a fost eliminată din Liga Campionilor încă din sferturile de finală, tot de o echipă daneză, Viborg HK, cu scorul de 56-52. Performanța obținută cu Slagelse în 2007 a fost deosebită, deoarece echipa a câștigat medaliile (cupa și campionatul Danemarcei) fără să piardă nici măcar un singur meci, pentru prima dată în istoria clubului danez, iar Amariei a fost desemnată cel mai bun inter dreapta din campionatul danez.

### Reținerea pe aeroportul din Samara
Tot în 2007, Carmen Amariei a trăit un eveniment neplăcut, pe care l-a calificat drept „umilitor”. Pe 13 mai 2007, deplasându-se în Rusia cu lotul echipei Slagelse, care trebuia să dispute prima manșă a finalei Ligii Campionilor împotriva formației Lada Togliatti, Amariei a fost reținută pentru 24 de ore de autoritățile vamale ale aeroportului din Samara, fiind acuzată de falsificarea pașaportului. Practic, pașaportul handbalistei nu mai avea file, iar Secția consulară a Ambasadei României la Copenhaga i-a aplicat o alonjă (file suplimentare) ștampilată, după ce a avut confirmarea Ambasadei Federației Ruse că pe o asemenea alonjă se va aplica viza de intrare, ceea ce ambasada rusă a și făcut. Cu toate acestea, sportiva a fost oprită la aeroport și reținută în „condiții groaznice” la miliția aeroportului, apoi mutată la un hotel din apropiere.
Bjarne Stenbaek, directorul clubului Slagelse, a calificat situația creată de vameșii de pe aeroportul din Samara drept un episod de „amatori” și scandalos din partea autorităților ruse. Ulterior s-au făcut speculații că Amariei nu a fost lăsată în mod intenționat să joace în partida încheiată la egalitate, cu scorul de 29-29. Chiar și Carmen a declarat: „Pur și simplu nu vor să mă lase să joc! Asta mă mâhnește cel mai tare, că mi-au luat dreptul unui sportiv de a juca într-o finală de Liga Campionilor. Mă simt umilită și nu înțeleg cum pot să mă lase să ies în jurul hotelului în care mă păzesc, dar nu pot merge la 100 de kilometri, la Togliatti, să joc și apoi să părăsesc Rusia”.
Din cauza acestei situații, clubul Slagelse a înaintat o scrisoare oficială Federației Europene de Handbal, solicitând amânarea partidei tur, dar conducerea Federației, invocând Regulamentul Ligii Campionilor, a cerut ca meciul să se desfășoare.
Până la urmă, cu toate eforturile depuse de conducerea clubului danez și de autoritățile din Ministerul român de Externe, lui Carmen Amariei nu i s-a permis să joace în finala de la Togliatti, fiind eliberată doar atunci când echipa ei a părăsit Federația Rusă. Amariei a declarat presei: „Mă simt umilită, dar îmi voi lua revanșa la meciul retur din finală, din Danemarca”. Carmen s-a ținut de cuvânt, fiind desemnată cea mai bună jucătoare a returului finalei desfășurat la Slagelse, pe 22 mai 2007, unde echipa locală a învins formația rusă Lada Togliatti cu 32-24, câștigând trofeul Ligii Campionilor. Amariei a fost principala marcatoare a echipei sale și a meciului, cu 8 goluri.

### Din nou în campionatul românesc

#### La „Jolidon”
Imediat după finala Ligii Campionilor, Carmen Amariei s-a transferat la echipa „U” Jolidon Cluj-Napoca, aflată pe locul trei în Liga Națională a României. Carmen semnase încă din 2006 un contract pe doi ani cu echipa din orașul său natal. La scurt timp după venirea la Jolidon, Amariei a anunțat conducerea clubului că vrea să se transfere la Rulmentul Brașov, echipă antrenată la acea dată de Mariana Târcă. Finanțatorul clubul Jolidon, Gabriel Cârlig, s-a opus, declarând că Amariei nu e transferabilă, iar antrenorul Gheorghe Covaciu a amenințat-o pe Amariei cu suspendarea dacă nu va însoți echipa în cantonamentul de vară din Germania. Deși Amariei a mers cu echipa în Germania, ea a încetat apoi să mai participe la antrenamentele Jolidon și a plecat la Brașov, neparticipând nici la primul meci din campionat, pe care echipa clujeană l-a susținut împotriva Rapidului. Această situație s-a prelungit până în septembrie 2007, bulversând echipa, conform afirmațiilor antrenorului Gheorghe Covaciu, iar jucătoarea clujeană Amelia Busuioceanu declara: „Carmen a plecat de la echipă, ne bazam pe ea. Trebuie să uităm că a fost Carmen și să redevenim echipa care am fost”.
În final, clubul Jolidon a depus un memoriu la Comisia de Disciplină a Federației Române de Handbal (FRH), solicitând suspendarea din activitate a handbalistei pe toată perioada contractului semnat cu Jolidon, adică doi ani. Pe 1 octombrie 2007, Comisia de Disciplină, considerând întemeiat memoriul depus de Jolidon, a anunțat suspendarea pe o perioadă de doi ani a jucătoarei, iar decizia a fost validată și de Consiliul de Administrație al FRH. După numai două luni, Amariei și clubul clujean s-au împăcat, jucătoarea recunoscându-și greșelile și absențele de la antrenamente și de la primele meciuri oficiale ale sezonului. Clubul Jolidon a făcut apoi demersuri la FRH ca lui Amariei să-i fie ridicată suspendarea, pentru a putea fi reprimită în lotul echipei, iar acest lucru s-a întâmplat în ianuarie 2008.
După ridicarea suspendării, Carmen Amariei a fost reinclusă, pe 13 ianuarie 2008, și în echipa națională a României, antrenată de Gheorghe Tadici. Alături de ea a fost selecționată în echipa principală și colega ei de club Mihaela Ani-Senocico, iar în lotul lărgit au mai fost incluse alte două jucătoare ale Jolidonului, extrema Magdalena Paraschiv și pivotul Florina Bîrsan.
În 2008, Carmen Amariei a participat la calificarea echipei naționale a României la Jocurile Olimpice de la Beijing, unde echipa României s-a situat pe locul 7. De asemenea, Amariei a participat alături de națională la calificarea la Campionatul European din Macedonia, desfășurat la Ohrid și Skopje. România nu a trecut de Grupele Principale și s-a clasat pe locul 5 după ce a învins echipa Croației, cu scorul de 36-33.

#### La „Rulmentul”
În mai 2008, între clubul Jolidon și Rulmentul Brașov au început negocieri în vederea unui eventual transfer al handbalistei. Primele discuții au avut loc pe 22 mai, între finanțatorul clubului brașovean, Teodor Florescu și patronul clubului clujean, Gabriel Cârlig, după meciul susținut de Jolidon cu Oțelul Galați, în ultima etapă a sezonului 2007/2008 al Ligii Naționale. Negocierile s-au încheiat în iulie 2008, clubul clujean anunțând că handbalista Carmen Amariei și sora ei, Anca Amariei, vor evolua la „Rulmentul” începând cu sezonul 2008/2009. Pe data de 14 august 2008, Carmen a devenit jucătoare a clubului brașovean.
Dorința lui Carmen fusese ca prin transferul la „Rulmentul” să poată juca în Liga Campionilor, însă în sezonul 2008/2009, deși a participat la turneul de calificare, echipa brașoveană nu a reușit să se califice în competiție. Echipa a obținut totuși un rezultat bun în Cupa EHF, fiind învinsă la limită în semifinale de spaniolele de la Itxako Reyno de Navarra, cu scorul de 51-50. În final, Rulmentul s-a clasat pe locul 3.
Pe plan intern, echipa brașoveană era una foarte puternică, Carmen având drept coechipiere jucătoare precum Cristina Neagu, Ionela Gâlcă, Patricia Vizitiu, Alexandrina Barbosa, Woo Sun Hee, Gabriella Juhász, Simona Gogîrlă, Alexandrina Barbosa sau Lidija Horvat. La finalul sezonului, Carmen Amariei și colegele sale au devenit vicecampioanele României, „Rulmentul” fiind devansată în Liga Națională de rivala Oltchim Râmnicu Vâlcea.

Începând din toamna lui 2008 însă, clubul din Brașov a început să experimenteze grave probleme financiare, rămânând mult în urmă cu plata salariilor, iar jucătoarele valoroase au depus memorii la Federația Română de Handbal pentru a deveni libere de contract. În urma deciziilor favorabile ale FRH, Gâlcă, Neagu și Vizitiu s-au transferat la Oltchim, Simona Vintilă la Jolidon Cluj, iar Woo Sun Hee în campionatul sud-coreean. Barbosa, Horvat și Juhász au părăsit și ele gruparea brașoveană, după ce Federația Europeană de Handbal a răspuns favorabil memoriilor pe care le depuseseră la forul european. Carmen Amariei a devenit liberă de contract pe data de 22 iunie 2009 și a reușit un transfer de senzație la deținătoarea Cupei Cupelor, echipa FCK Håndbold Copenhaga, care terminase sezonul precedent pe locul 3 în campionatul danez. Despre plecarea de la Brașov a handbalistei și transferul ei în Danemarca, antrenorul Herbert Müller a declarat:
„Îmi pare rău că am pierdut-o definitiv pe Carmen Amariei. Este o jucătoare extrem de importantă și ne ajuta mult în sezonul viitor dacă rămânea la Brașov. [...] Pentru Amariei, transferul la Copenhaga reprezintă un mare pas înainte.”
În schimb, Carmen Amariei s-a arătat bucuroasă de transfer:
„Sunt fericită că am revenit în Danemarca, unde nivelul handbalului este ridicat și unde am câștigat de două ori Liga Campionilor.”

#### Antrenoare la "U" Alexandrion Cluj
Fostă câștigătoare a Ligii Campionilor cu Slagelse, Carmen Amariei a revenit pe meleagurile natale, după un sezon petrecut pe banca echipei SCM Craiova. Fosta handbalistă a naționalei României a semnat în iarna anului 2014 un contract valabil două sezoane cu formația "U" Alexandrion Cluj, pentru funcția de antrenoare principală. Carmen Amariei a reușit să schimbe din mers echipa clujeană. După ce în turul Ligii Naționale feminine de handbal, U Alexandrion Cluj a obținut doar două victorii, odată cu sosirea lui Carmen Amariei pe bancă, formația clujeană a urcat în clasamentul întrecerii interne și a legat victoriile cu echipa din Cluj-Napoca. Mai mult decât atât, cu Carmen Amariei pe bancă, "U" Alexandrion Cluj a reușit să se califice până în sferturile Cupei României la handbal feminin, clujencele fiind învinse de campioana României, HCM Baia Mare (formație care a și reușit să câștige trofeul în actuala ediție de campionat. 

## Palmares
Echipa națională
- Campionatul Mondial pentru Tineret:
  -  Medalie de aur: 1995
  -  Medalie de bronz: 1997

Club
- Liga Campionilor:
  -  Câștigătoare: 2005, 2007 (cu Slagelse)
- Cupa Cupelor EHF:
  -  Câștigătoare: 2003 (cu ESBF Besançon)
- Trofeul Campionilor EHF:
  - Finalistă: 2003, 2007 (cu ESBF Besançon și Slagelse)
- Liga Daneză de Handbal Feminin:
  - Câștigătoare: 2005, 2007 (cu Slagelse)
- Liga Franceză de Handbal Feminin:
  - Câștigătoare: 2001, 2003 (cu ESBF Besançon)
  - Finalistă: 2002, 2004 (cu ESBF Besançon)
- Liga Națională:
  - Câștigătoare: 1998, 1999, 2000 (cu Oltchim)
  - Finalistă: 2009 (cu Rulmentul)
- Cupa Danemarcei:
  -  Câștigătoare: 2010 (FCK Håndbold)
- Cupa Franței:
  -  Câștigătoare: 2001, 2002, 2003 (cu ESBF Besançon)
- Cupa României:
  -  Câștigătoare: 1998, 1999 (cu Oltchim)

### Distincții individuale
- Cea mai bună marcatoare la Campionatul Mondial din 1999 (67 de goluri în 19 meciuri)
- Cel mai bun inter dreapta din Campionatul Danemarcei: 2007
- Cea mai bună marcatoare a Ligii Naționale: 2000 (178 de goluri)